# Wilaya de Timimoun
La wilaya de Timimoun est une wilaya algérienne créée en 2019 et officialisée en 2021, auparavant, une wilaya déléguée créée en 2015. Elle est située dans la Sahara algérien.

## Géographie
La wilaya de Timimoun est située dans le Sahara algérien, sa superficie est de 65 203 km2.
Elle est délimitée :
- au nord par la wilaya d'El Bayadh ;
- à l'est par la wilaya d'El Meniaa et celle d'In Salah ;
- à l'ouest par la wilaya de Béni Abbès ;
- et au sud par la wilaya d'Adrar.

|            | El Bayadh          |                     |
| Béni Abbès | wilaya de Timimoun | El Meniaa, In Salah |
|            | Adrar              |                     |

## Histoire
La wilaya de Timimoun est créée le 26 novembre 2019. En 2021, le président Tebboune, officialise le nouveau découpage administratif.
Auparavant, elle était une wilaya déléguée, créée selon la loi no 15-140 du 27 mai 2015, portant création de circonscriptions administratives dans certaines wilayas et fixant les règles particulières qui leur sont liées, ainsi que la liste des communes qui sont rattachées à elle. Avant 2019, elle était rattachée à la wilaya d'Adrar.

## Organisation de la wilaya
Lors du découpage administratif de 2015, la wilaya déléguée de Timimoun est constituée de :
| Daira              | Communes                        | Superficie km2 | Population (2008) | Densité (hab./km²) (2008) |
| ------------------ | ------------------------------- | -------------- | ----------------- | ------------------------- |
| Daïra de Timimoun  | Timimoun, Ouled Said            | +010 586,      | 41,279            | 3,9                       |
| Daïra d'Aougrout   | Aougrout, Metarfa, Deldoul.     | 16,363         | 28 869            | 1,76                      |
| Daïra de Tinerkouk | Tinerkouk, Ksar Kaddour.        | +028 244,      | +0020 722,        | 0,73                      |
| Daïra de Charouine | Charouine, Talmine, Ouled Aïssa | +010 010,      | 31 149            | 3,11                      |
| 04                 | 10                              | 65 203         | 122 019           | 1,87                      |

### Liste des walis
| N° | Wali             | Début            | Fin              |
| -- | ---------------- | ---------------- | ---------------- |
| 1  | Youcef Bechlaoui | 21 février 2021  | 7 septembre 2023 |
| 2  | Souna Benamar    | 7 septembre 2023 | en cours         |

### Liste des walis délégués
Le poste de wali délégué de l'ancienne wilaya déléguée de Timimoun a été occupé par plusieurs personnalités politiques nationales depuis sa création.
| N° | Wali délégué | Début           | Fin  |
| -- | ------------ | --------------- | ---- |
| 01 | Mabrouk Aoun | 22 juillet 2015 | 2015 |
| 02 |              |                 |      |

### Daïras
Le tableau suivant donne la liste des daïras de la wilaya de Timimoun et les communes qui les composent.
| Daïra            | Nombre de communes | Communes                        | Superficie (km²) | Population (hab.) |
| ---------------- | ------------------ | ------------------------------- | ---------------- | ----------------- |
| Daïra d'Aougrout | 3                  | Aougrout, Deldoul, Metarfa      | 16,363           | 28 869            |
| Charouine        | 3                  | Charouine, Ouled Aïssa, Talmine | 10,010           | 31 149            |
| Timimoun         | 2                  | Timimoun, Ouled Said            | ...              | ...               |
| Tinerkouk        | 2                  | Ksar Kaddour, Tinerkouk         | ...              | ...               |

## Démographie
Selon le recensement général de la population et de l'habitat de 2008, l'ensemble des communes de la wilaya de Timimoun comptait 162 267 habitants.